# STEINS;GATE 比翼恋理のだーりん
『STEINS;GATE 比翼恋理のだーりん』（シュタインズ・ゲート ひよくれんりのだーりん）は、5pb.（現・MAGES.）より発売された日本のアドベンチャーゲーム。

## 概要
2011年6月16日にXbox 360用ソフトとして発売された。ファンディスクに近い作品であり、本編とは異なりシリアス要素がない甘々なギャルゲー的展開が終始繰り広げられる。
ファンディスクであるため、本作を楽しむためにはシリーズ第一作『STEINS;GATE』をプレイしていることが推奨される。一方で、基本的には外伝的な作品であり、本作をプレイしなくてもその他の作品の理解を妨げることはない。
2012年4月26日にはPlayStation Portableに完全移植、予約特典は未来ガジェット12号機「だーりんのばかぁ」を模したストラップ。2012年5月24日にはPlayStation 3版が発売された。
2013年3月14日には本編と合わせてPlayStation Vita版が発売（ダブルパックも同時発売された）。2013年10月3日にはiOS版の配信が開始された。本編のiOS版と異なりユニバーサルアプリとなっている。iCloudに対応しており、iPhone/iPod touch/iPadでセーブデータを共有できる。
2017年5月19日にはXbox 360版が本編同様、Xbox One下位互換機能に対応。2019年3月20日には本作を収録したNintendo Switch用ソフト『STEINS;GATE ダイバージェンシズ アソート』が発売。2019年12月11日にはWindows版（Steam配信）が発売。

## あらすじ
本作のストーリーは、時系列的には『STEINS;GATE』本編において「Dメール」の実験中、まだ「Dメールの発動条件」が不明であった頃。

### 起源鳴動のエントロピー（プロローグ）
未来ガジェット研究所の岡部倫太郎は、ラボメン達による度重なる「Dメール」の実験により、世界線変動率3%台のδ世界線へとタイムリープしてしまう。δ世界線では6人だったはずのラボメンがここでは8人に増えており、岡部の知らぬ間に新作ガジェットが作られていた。
そしてその新作ガジェットの開発やさまざまな実験により、ラボの経費はかさみ資金難に陥ってしまっていた。そこで岡部は、これまで制作してきた未来ガジェットを売却して資金難を解決しようとする。
今回、紅莉栖が新たに制作した未来ガジェット12号機「ダーリンのばかぁ」は、2個一組の腕時計型の嘘発見器であり、男女ペアで装着すると浮気やケンカをしたり、1メートル以上離れると電流が流れるという。不用意にも岡部は12号機を装着してスイッチを入れてしまったため、岡部と紅莉栖たちは取り外せなくなってしまう。
岡部はDメールを使って解決しようとするが、そのメールの内容によって「異なる世界線」に移行して、各ヒロインとのラブコメちっくなストーリーが展開していき、とんでもない大騒動が繰り広げられていく。

### 哀哭悲嘆のアポリア（紅莉栖編）
Dメールを送らなかった世界線。12号機を取り外すには、「2人の気持ちを通じ合わせる」必要があるという。激しい口論の末に電撃を浴び続けた2人は、1メートル以上離れることが出来ないため、ラボに2人きりで泊まることになる。徹夜して休息できないまま翌日になり、午後12〜18時にDメールを試すものの改変できず、疲労が限界に達したことから、2人は紅莉栖のホテルの部屋で休むことになる。
さらに翌日、まゆりの紹介で売却することになっていた「未来ガジェット」が、メイクイーンの客によって回収され、その中にはダルが制作したばかりの14号機「電波ジャッカー」が含まれていたのだ。紅莉栖によると、電波ジャッカーで使われたHDDは紅莉栖の13号機で使われていたものであり、電波ジャッカーが稼働すると秋葉原中に13号機の実験データーが情報漏洩してしまう可能性があるという。岡部たちは秋葉原の店を回って探すが、見つからないまま時は過ぎていく。
さらに、14号機にはダルによって取り付けられたタイマー機能により、24時間後に自動的に起動してしまうことが判明する。ラボメン達に捜索の協力をしてもらい、最終的に9号機「泣き濡れし女神の帰還」のGPS機能により、売却した店を突き止めたものの、14号機だけどこかに落としてしまったという。途方に暮れる2人だったが、旅行から戻ってきたブラウン管工房の店長天王寺によると「店の前にあるベンチの下に14号機が落ちていた」という。
その直後、4℃にぶつかってしまい袋叩きに遭うが、途中で12号機が外れ、フェイリスの車が駆け付けて事なきを得る。ブラウン管工房で14号機を回収したものの、まゆりの懐中時計が5分遅れていたことから、14号機が起動して店内すべてのブラウン管に「岡部と紅莉栖の告白シーンの映像」が流れる。それは、紅莉栖の作った13号機による「紅莉栖の願望」を映像化したものだった。さらにキスシーンが流れ、2人の叫び声がアキバの街に響きわたり、このスイーツな騒動は終焉する。
数日後、相変わらず口ケンカの絶えない岡部と紅莉栖に、まゆりが12号機を装着してしまい、再び離れられない2人の生活が始まってしまうのであった。

### 失楽のメランコリア（萌郁編）
Dメールにより改変された世界では、12号機が腕から消え去り、コンテストの賞金目当てにラボメン全員がバンド演奏をしていた。それに伴い、ケータイを使わずに萌郁がラボメン達と話せるようにするため、岡部は「オペレーション・ローレライ」を発動する。
一方、萌郁は岡部に「ホラー雑誌の写真撮影」のアルバイトを依頼する。

## 用語
詳細は、「STEINS;GATEの用語一覧」を参照。

### 登場する未来ガジェット
未来ガジェット9号機：泣き濡れし女神の帰還（ホーミング・ディーヴァ）
ビニール傘にGPS機能を搭載し、紛失してもPCで紛失場所と現在位置を追跡可能にした。ただしるか曰く「コスト面を考えたら買い直した方が早い」。名前の由来は不明だが、名付けたのは岡部である。
未来ガジェット10号機：びっくりメガネちゃん
メガネの形をした映像装置で、装着した者が見た光景を画像データに変換し、それを3D映像に変換して立体的に見せることができる。名前の由来は不明だが、名付けたのはまゆりである。
未来ガジェット11号機：バーローのアレ
スケートボード後部にペットボトルのダイエットコーラを装着した乗り物で、ペットボトル内にメントール系のキャンディを注入することで発生する、爆発的な噴射力を利用して動かす。ただし物凄い勢いでコーラが噴出されるので、周囲がビショビショになってしまうという欠点もある。名前の由来は江戸川コナンの口癖から。
未来ガジェット12号機：ダーリンのばかぁ
紅莉栖が開発した未来ガジェットで、腕時計型の嘘発見器。恋人同士が2つ1組で使用する。元々はフェイリスが嘘発見器として製作を依頼した物なのだが、それでは面白くないからという理由から紅莉栖が上記の仕様に改良した。紅莉栖が言うには完成には至っておらず、実験段階の試作品らしい。名前の由来は80年代に流行ったラブコメ漫画のヒロインの台詞からで、他にも候補はあったが橋田の出したこの名前が採用された。
- 搭載されているセンサーで、体温・血圧・脈拍・発汗などの身体的変化を測定し、それを元に互いの浮気の是非や仲を調査して、浮気や喧嘩をしていると判断した場合は互いの身体に電流（正確には強力な低周波）が流れる。
- 一度腕に装着して電源を入れてしまうと手動で電源を落とすことができず、ロックされるので外すこともできない。さらに強引に外そうとすれば電流が流れるようになっている。さらに互いに1メートル以上離れても浮気とみなされて電流が流れるようになっている。
- 一次電池と光電池を併用しているので、一度電源を入れてしまえば1週間は電池切れが起きない仕様になっており、外すためには互いの心をシンクロさせて2人の心が通じ合っているとセンサーに判断させるか、電池切れを待つしかない。
- 電流が流れた時は、互いの手を繋げば仲直りしたと見なされて電流が一時的に止まるようになっている。

未来ガジェット13号機：（名称なし）
紅莉栖が開発した未来ガジェットで、ヘッドホン型の脳内測定装置。これを装着すると搭載されているセンサーが装着した者の思考や夢、妄想などを読み取り、それをディスプレイに映像化する。ダルによって、本機に接続していた外付HDDが14号機に流用されたことで、「13号機の映像データ」が14号機で送信されてしまうことになった。
未来ガジェット14号機：電波ジャッカー
橋田が開発した未来ガジェットで、250GBのボックス型の外付けハードディスクにアンテナを搭載した物。周辺のディスプレイに対して電波ジャックを行うことが可能で、ハードディスク内部に記録されている映像や画像、音声などを強制的にディスプレイに再生させる。ただし電波ジャックが可能なのはアナログ電波のみで、しかも効果範囲は秋葉原全域のみである。
この機器は前述の13号機と機能が連動しており、13号機のセンサーが記録した思考や夢、妄想などの記録データを読み取ってハードディスクに記録し、それをアナログ電波で流すことが可能になっている。さらにタイマーをセットすることで指定時刻になったら自動的に電波ジャックを行うことも可能。

## 登場人物
ここでは主要人物として「未来ガジェット研究所」のメンバーである「ラボメン」のみを一覧にする。
| No. | 名前        | あだ名                   | 特技・特徴                 | 趣味・嗜好                 | 声優       |
| --- | ----------- | ------------------------ | -------------------------- | -------------------------- | ---------- |
| 001 | 岡部 倫太郎 | オカリン、鳳凰院凶真     | 厨二病的な言動             | ドクターペッパー           | 宮野真守   |
| 002 | 椎名 まゆり | まゆしぃ☆、まゆ氏        | コスプレ                   | ジューシーからあげNo.1     | 花澤香菜   |
| 003 | 橋田 至     | ダル、スーパーハカー     | ハッキング、プログラミング | 美少女ゲーム、電気工作     | 関智一     |
| 004 | 牧瀬 紅莉栖 | 助手、クリスティーナ     | 脳科学研究と実験           | @ちゃんねらー              | 今井麻美   |
| 005 | 桐生 萌郁   | 閃光の指圧師             | 執筆、メール入力           | 極度の携帯依存症           | 後藤沙緒里 |
| 006 | 漆原 るか   | ルカ子                   | 男の娘、巫女服             | 岡部に恋している           | 小林ゆう   |
| 007 | 秋葉 留未穂 | フェイリス・ニャンニャン | 厨二病的な言動、ネコミミ   | 雷ネットアクセスバトラーズ | 桃井はるこ |
| 008 | 阿万音 鈴羽 | バイト戦士               | 格闘技、サバイバル         | マウンテンバイク           | 田村ゆかり |